# Azteca luederwaldti
Azteca luederwaldti es una especie de hormiga del género Azteca, subfamilia Dolichoderinae. Fue descrita científicamente por Forel en 1909.
Se distribuye por Argentina y Paraguay. Se ha encontrado a elevaciones de hasta 80 metros. Vive en microhábitats como la vegetación baja.